# Van Dam (orgelbouwer)

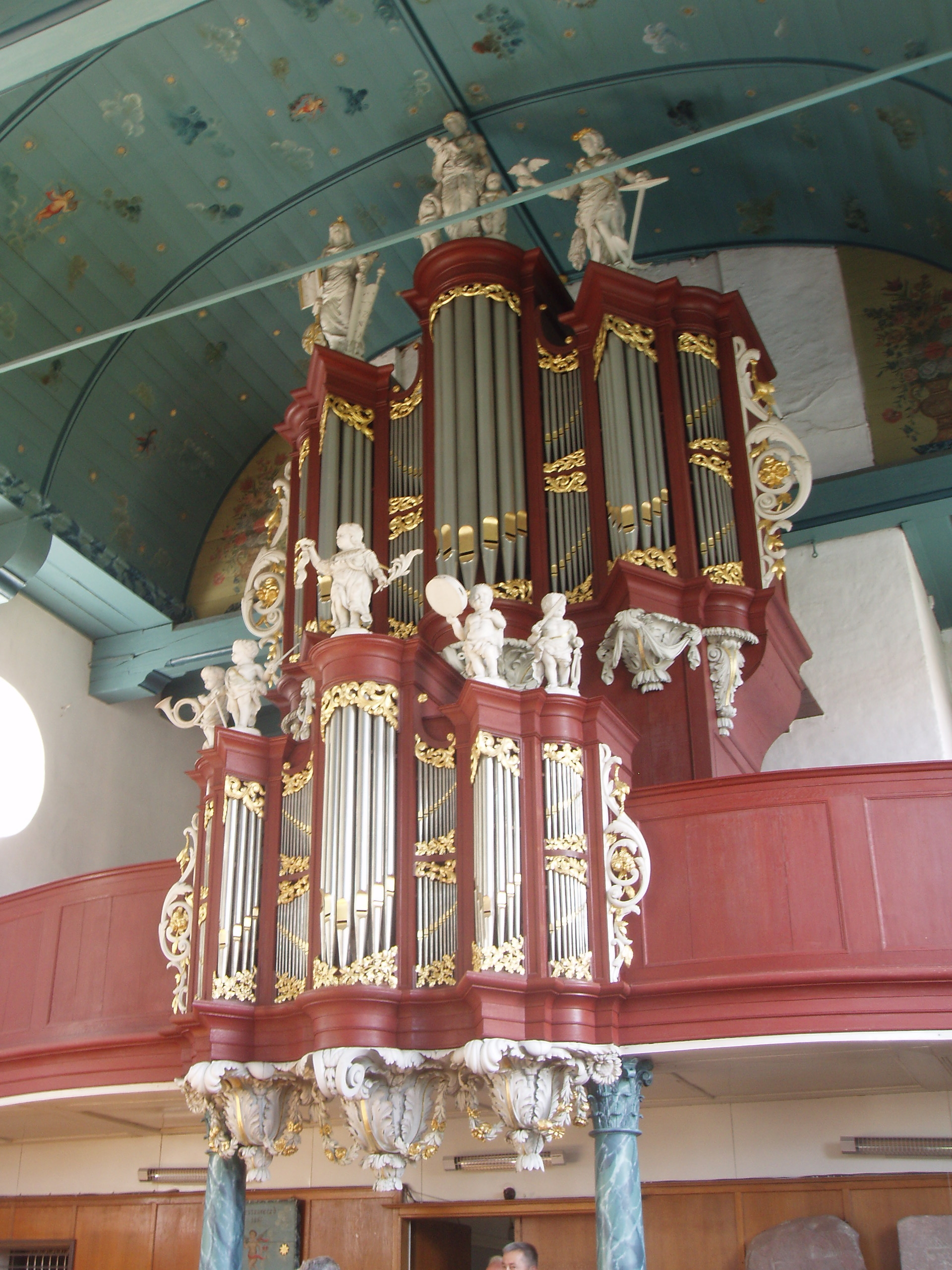
Het vermoedelijk vroegste Van Dam-orgel (1779) in de Doelhofkerk te Oldeboorn

L. van Dam & Zn. was een Nederlandse firma, gevestigd te Leeuwarden, waar vanaf 1779 vier generaties orgelbouwers hebben gewerkt en die ongeveer 250 pijporgels heeft gebouwd. Deze staan bekend als Van Dam-orgels en zijn vooral in de noordelijke provincies van Nederland aan te treffen. Omstreeks 1860 werd door de firma Van Dam het Friese zevendelige orgelfront geïntroduceerd. In 1926 trok de familie zich uit de orgelbouw terug en verkocht het bedrijf.

## Geschiedenis
Lambertus van Dam I (Groningen, 1744 - 1820) (ook: Lammert) is de grondlegger van de firma. Hij stamt uit een van Appingedam afkomstige familie. Zijn vader was grutter. In 1757 werd hij gezel bij een kistenmaker. In 1764 was hij te Leiden, waar hij mogelijk in de leer was bij Hendrik Hermanus Hess. Vervolgens was hij leerling van Albertus Antoni Hinsz. In 1776 vestigde hij zich als orgelbouwer te Groningen, maar aangezien daar voldoende orgelbouwers waren, verhuisde hij in 1779 naar Leeuwarden.
In 1814 werd Lambertus opgevolgd door zijn zoons Luitjen Jacob van Dam I (1783-1846) en Jacob van Dam I (1787-1839). Tot hun leerlingen behoorde Willem Hardorff, misschien ook Pieter J. Radersma. In 1846 nam Luitjens zoon Lambertus van Dam II (1823-1904) de leiding van de firma op zich. Ook diens broers Pieter van Dam I  (1824-1899) en Jacob van Dam II (1828-1907) werkten in het bedrijf.
Vervolgens werd de firma overgenomen door Lambertus' zoons: Luitjen Jacob van Dam II (1850-1931) en Pieter van Dam II (1856-1927). De eerste trok zich in 1909 terug. In 1917 verliet de orgelmakerij het pand aan de Grachtswal (nu Zuidergrachtswal 19) in Leeuwarden, waar zij sinds 1879 gevestigd was geweest. De firma verhuisde naar de Eewal 69 en werd omgezet in de n.v. P. van Dam, waarvan naast Pieter ook B.F. Bergmeijer en J. Vaas de directie vormden. In 1926 trok Pieter van Dam zich terug. Bergmeijer begon een eigen orgelbouwbedrijf in Woerden. J. Vaas werd nu de leider van het bedrijf, waarin geen leden van de familie Van Dam meer werkzaam waren.
In 1929 kwam een nieuwe nv tot stand onder de naam n.v. Orgelfabriek v/h P. van Dam. De heren Vaas en Bron vormden de directie. Het bedrijf werd echter in 1931 verkocht aan J. van der Bliek, onder voorwaarde dat deze geen mensen zou ontslaan. Dat gebeurde toch, maar deze mensen konden terecht bij de nieuw opgerichte firma Vaas & Bron. Dit bedrijf werd in 1964 overgenomen door de firma Pels te Alkmaar. Ook Van der Bliek ging verder. Hij leidde zijn bedrijf tot 1968, waarna het werd verkocht aan S. Haarsma te Drachten.

## Fotogalerij

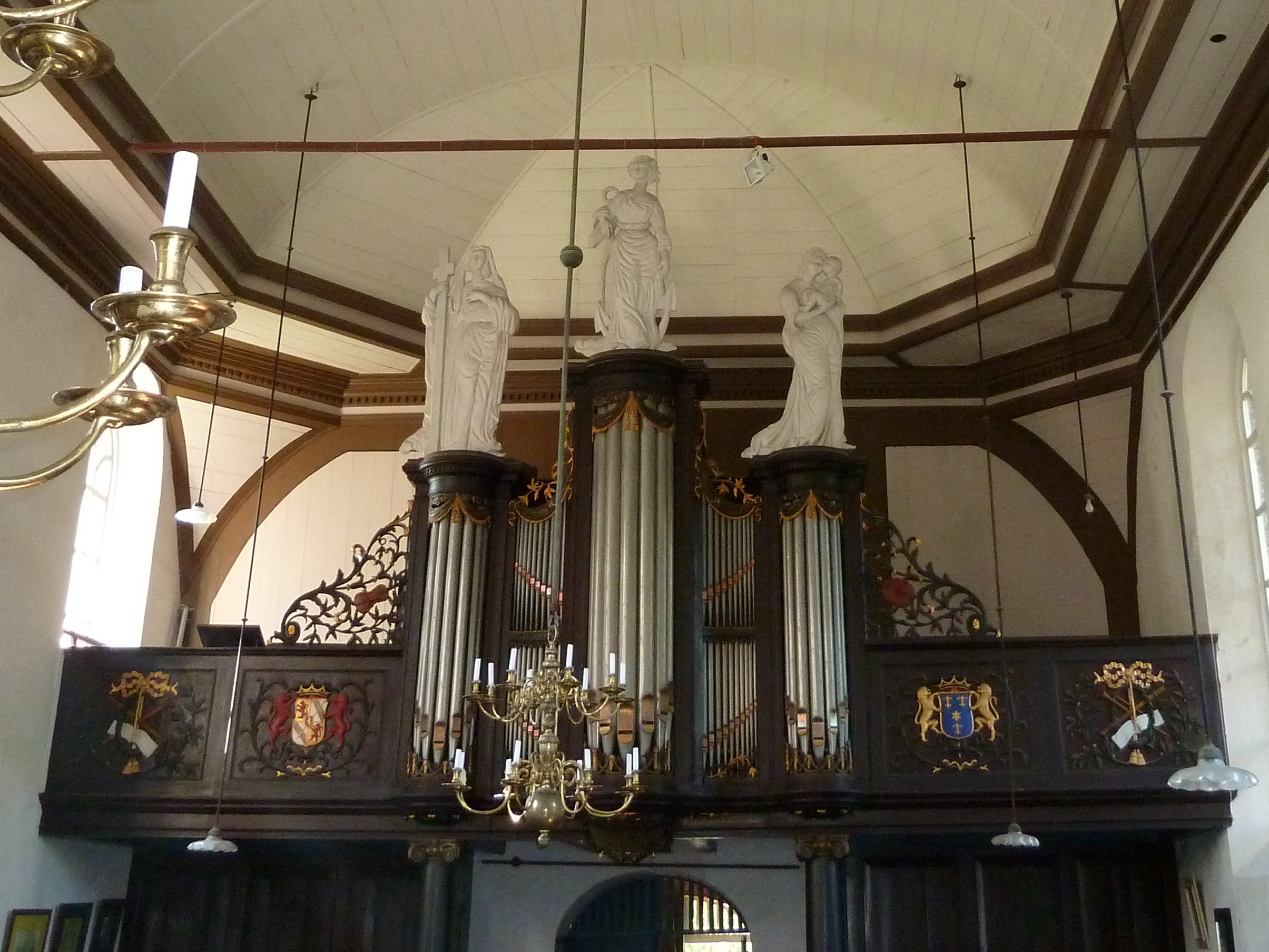
1809, Sint-Ludgerkerk (Garnwerd)
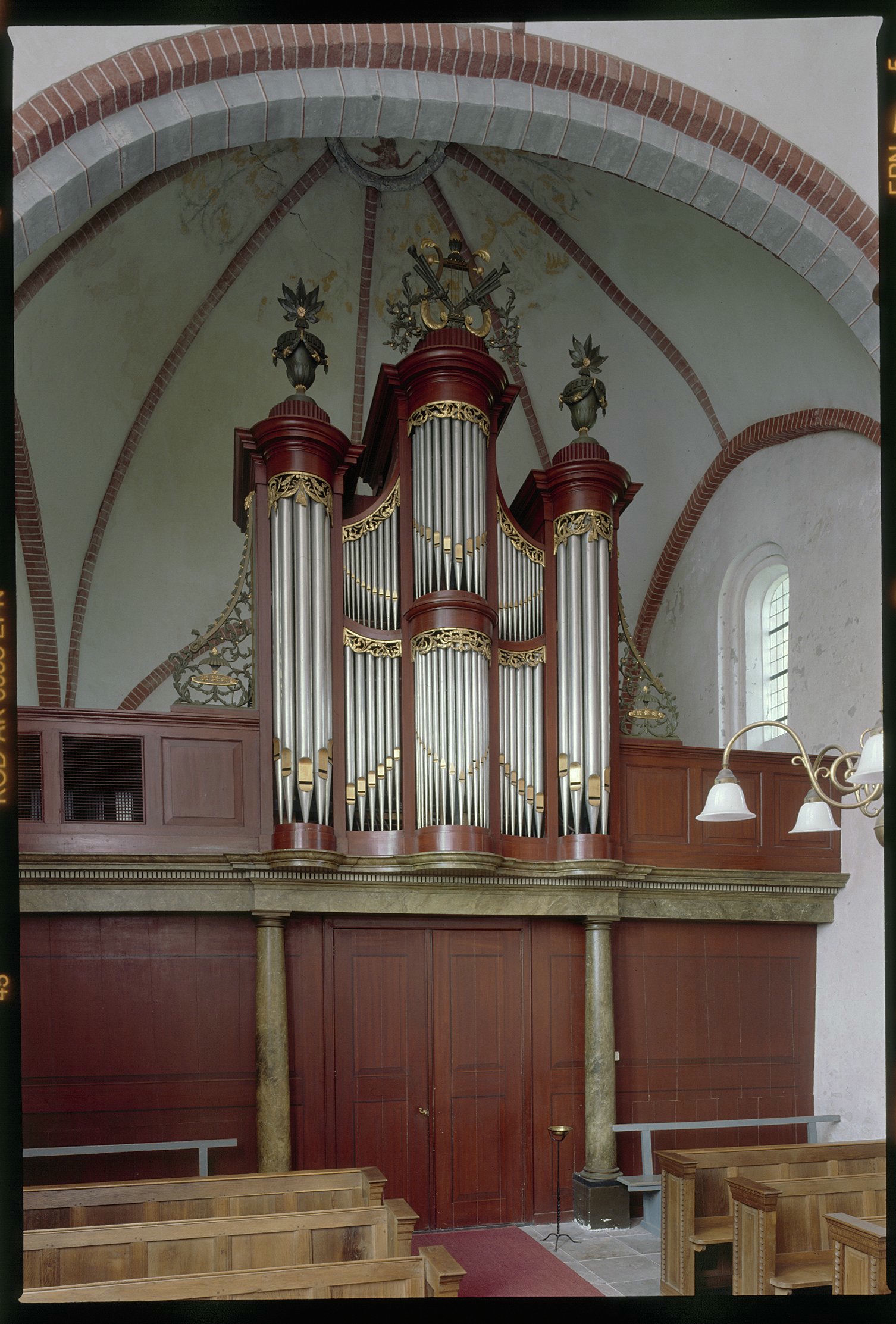
1825, Janskerk (Huizinge)
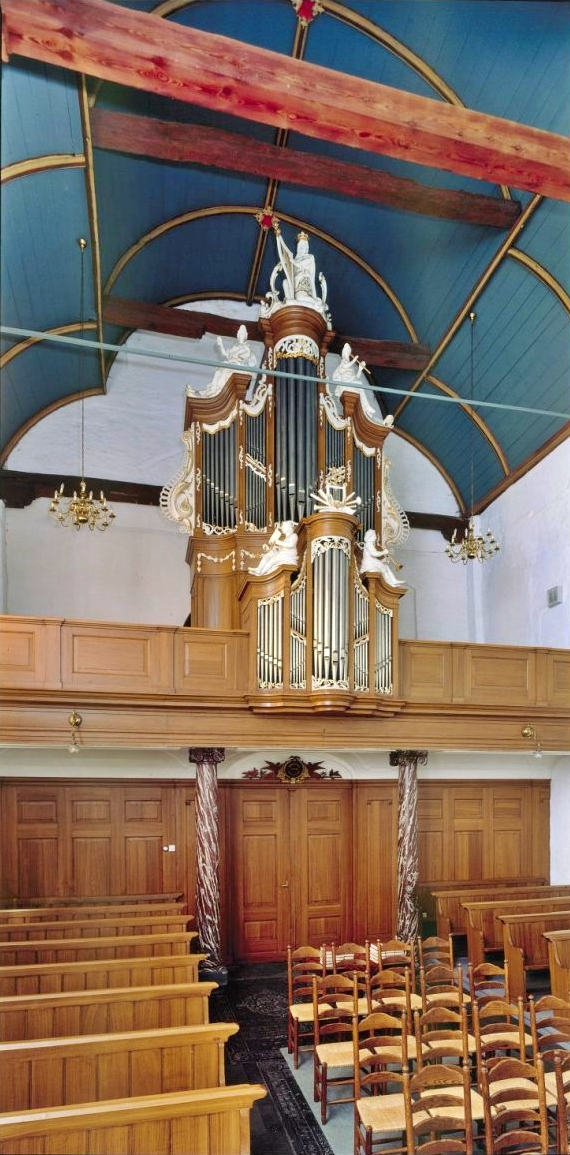
1830, Sint-Vituskerk (Stiens)
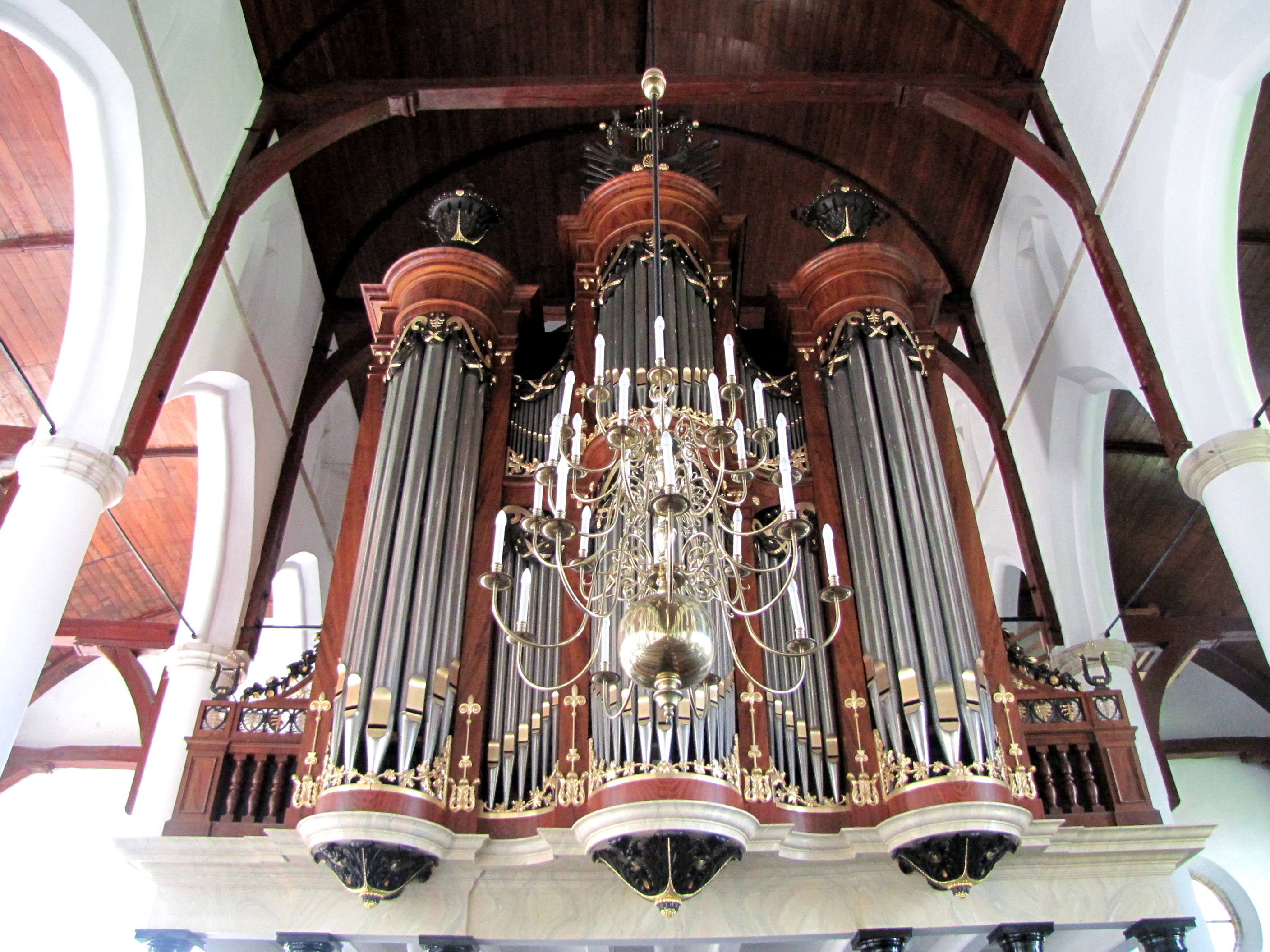
1842, Martinikerk (Franeker)
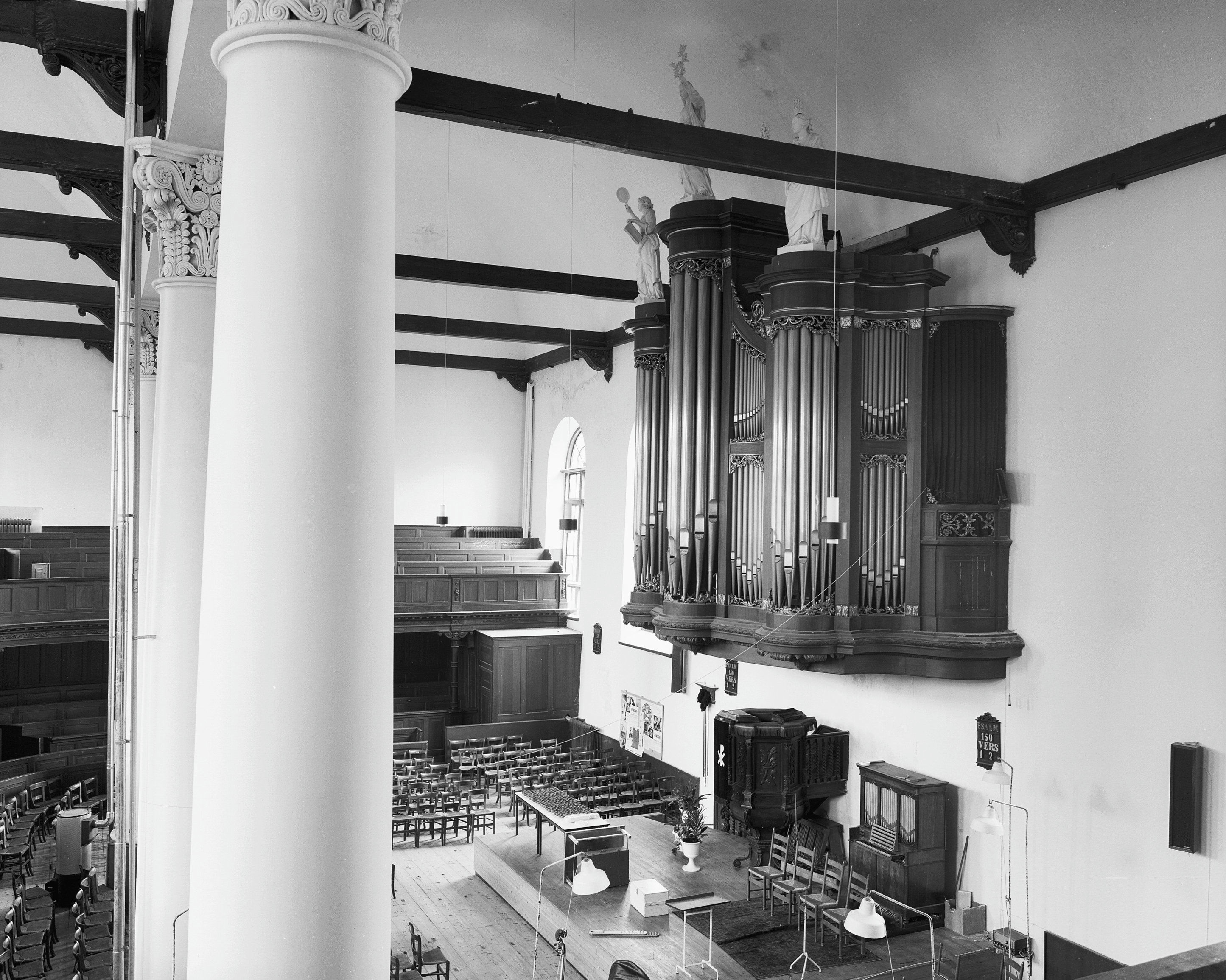
1847, Westerkerk (Leeuwarden)
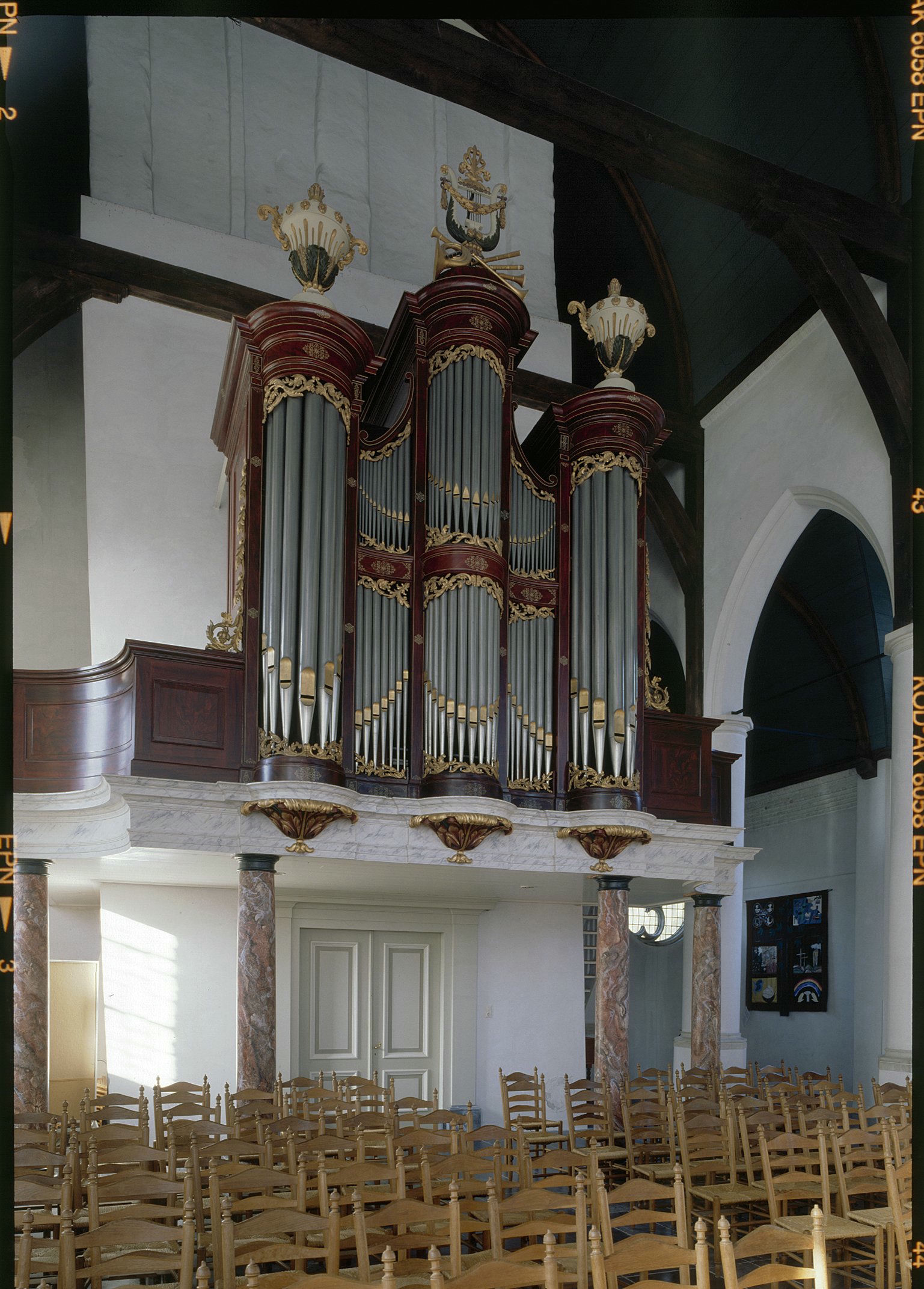
1847, Hervormde kerk (Haastrecht).
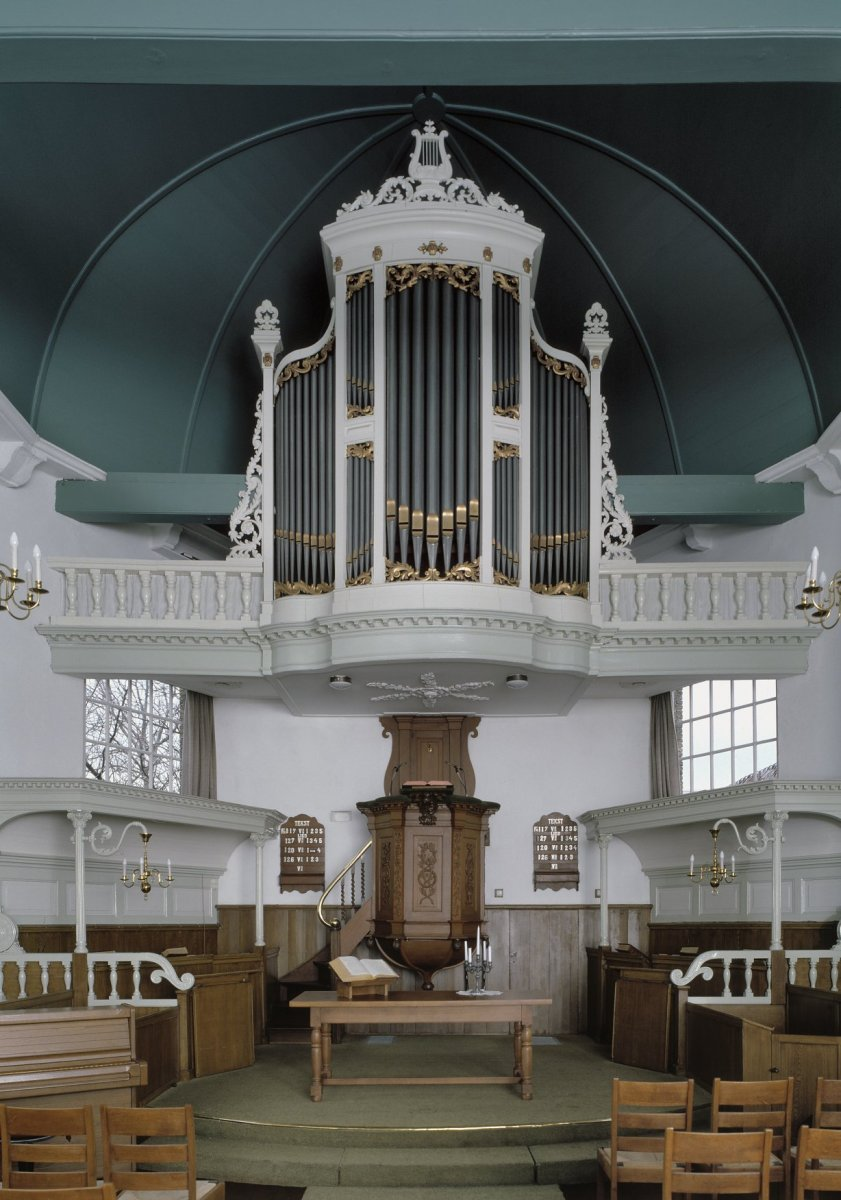
1858, Doopsgezinde kerk (Joure)
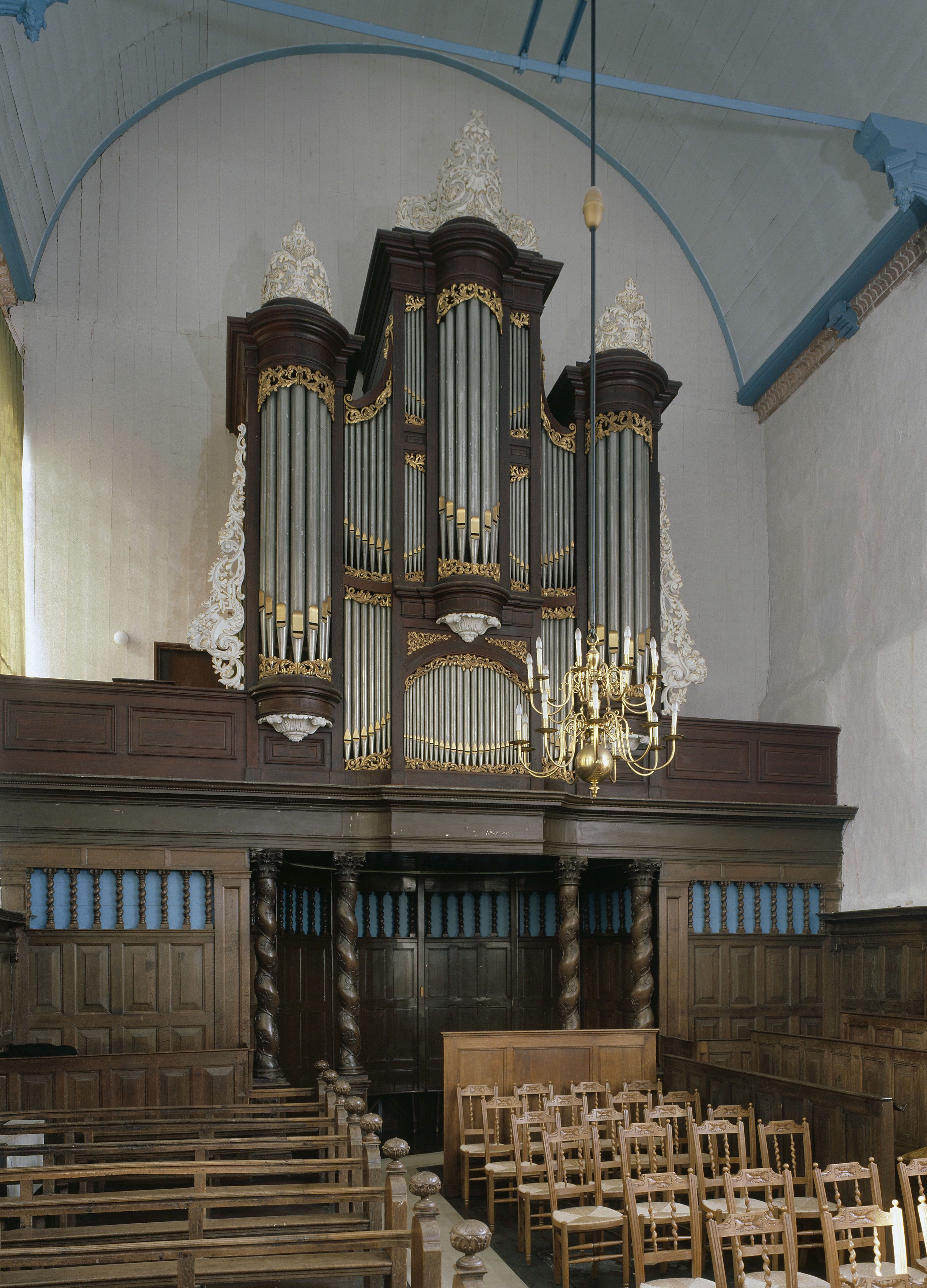
1868, Sint-Joriskerk (Oosterbierum)
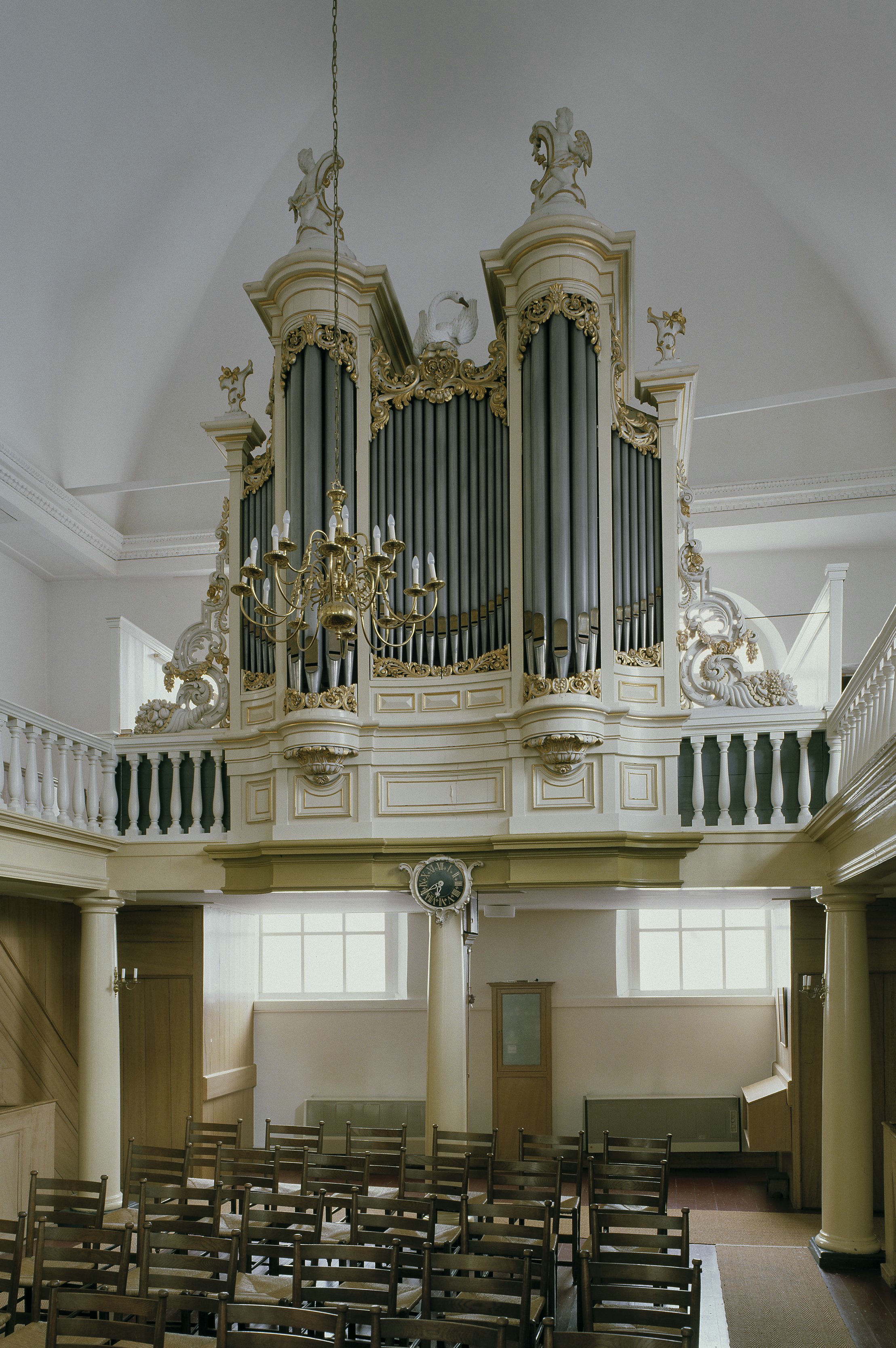
1869, Evangelisch-Lutherse kerk (Leeuwarden)
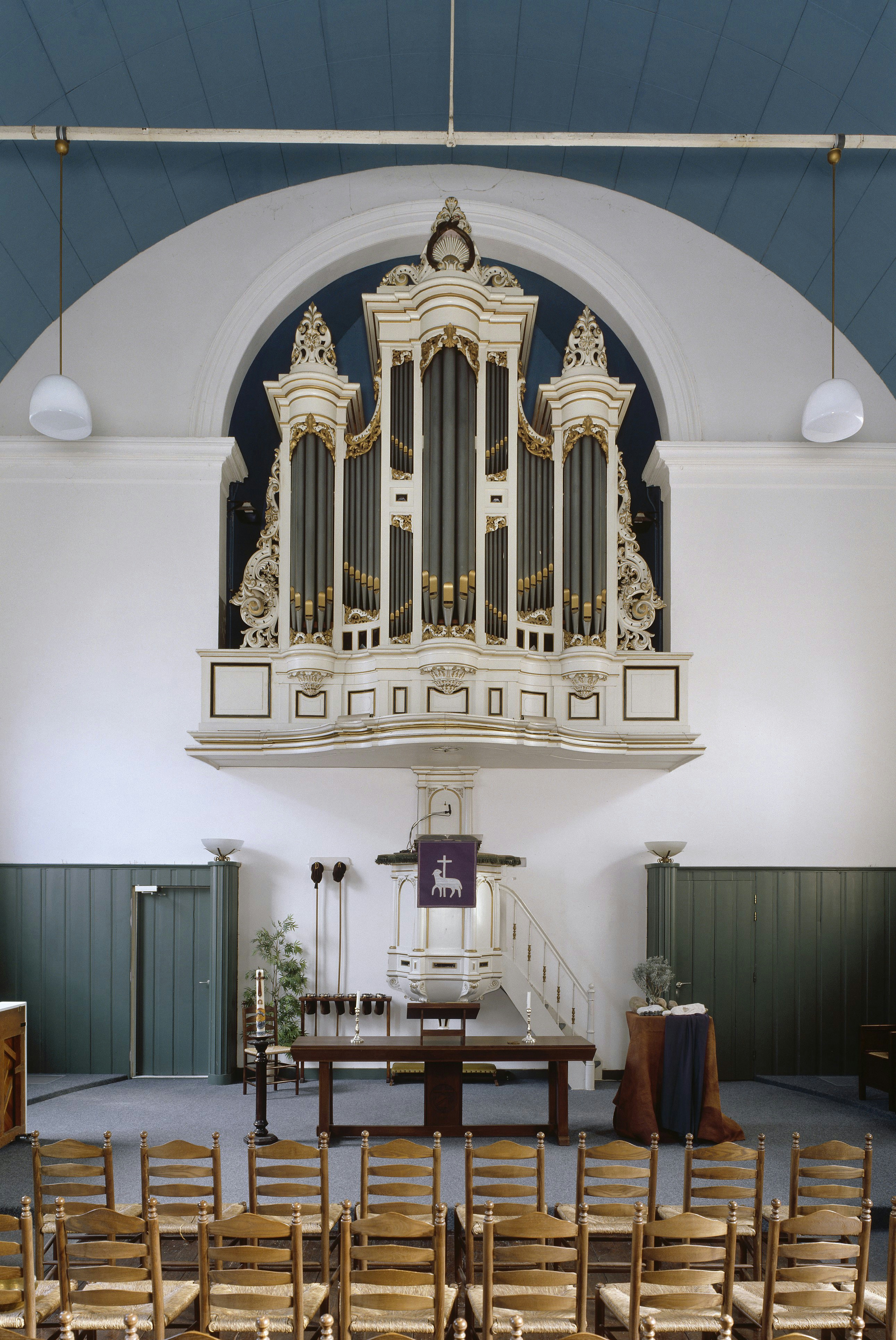
1872, Kerk aan de Fok te Heerenveen
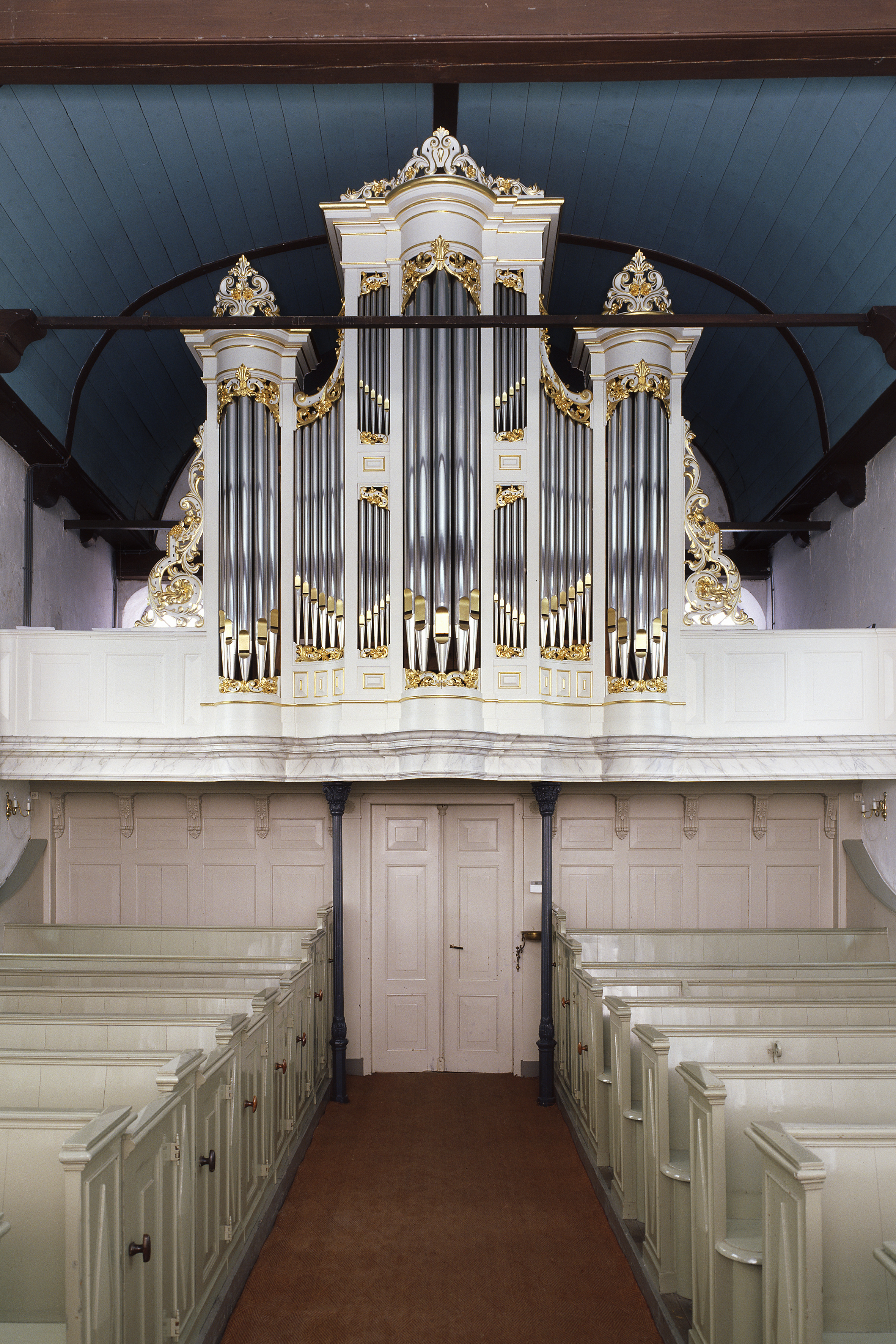
1874, Hervormde kerk van Wartena
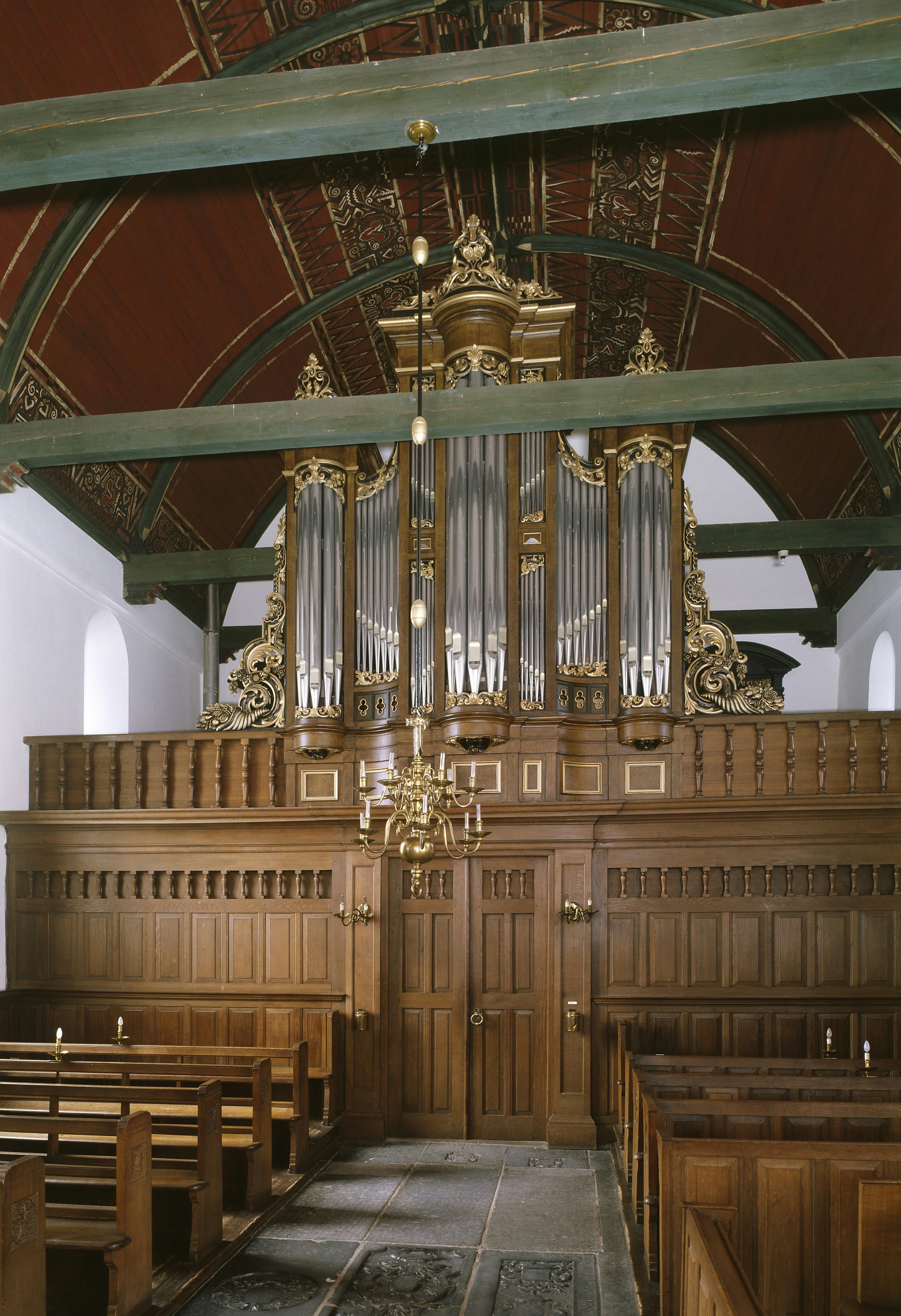
1875, Sint-Agathakerk (Oudega)
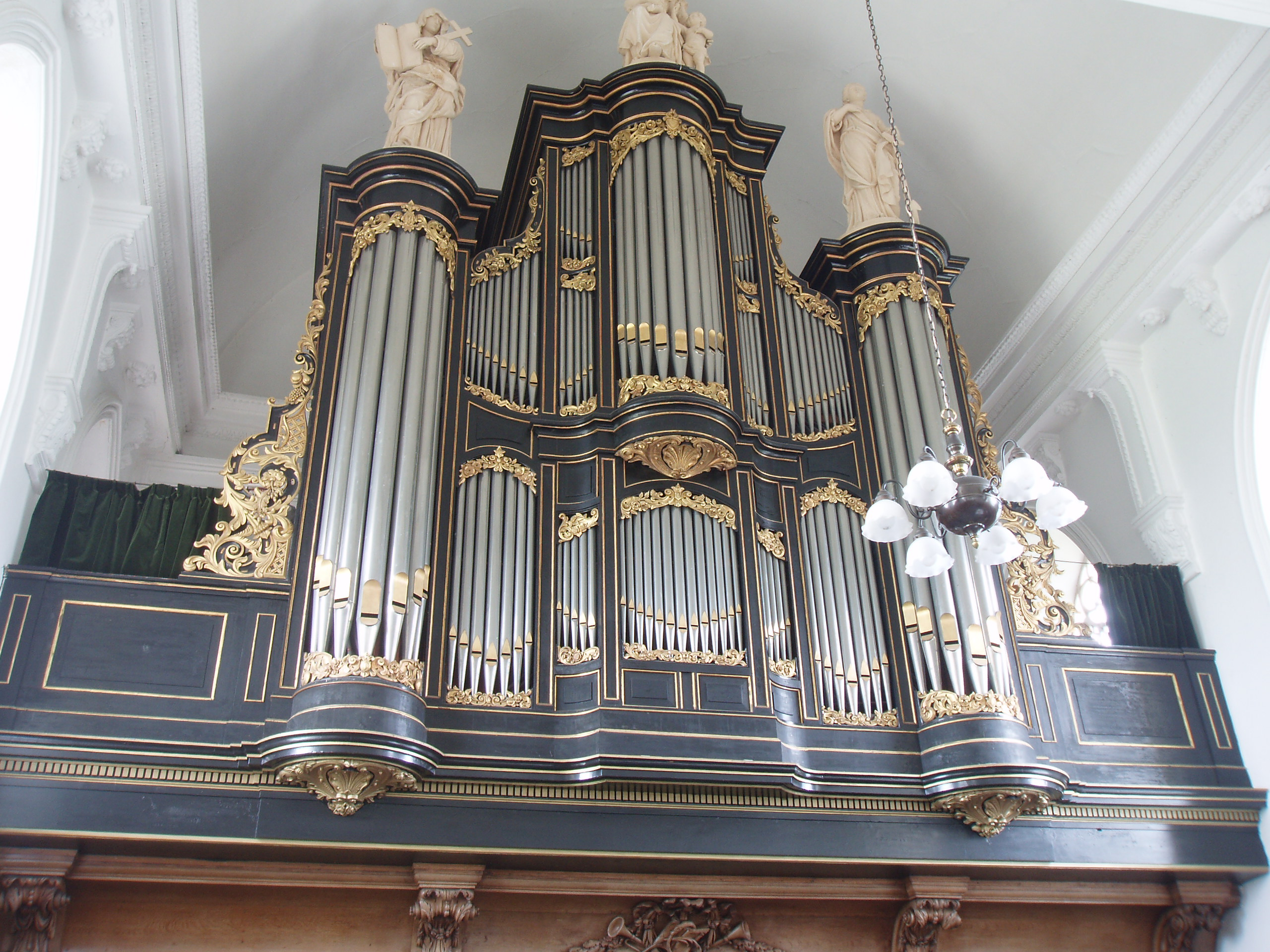
1879, Mariakerk (Mantgum)
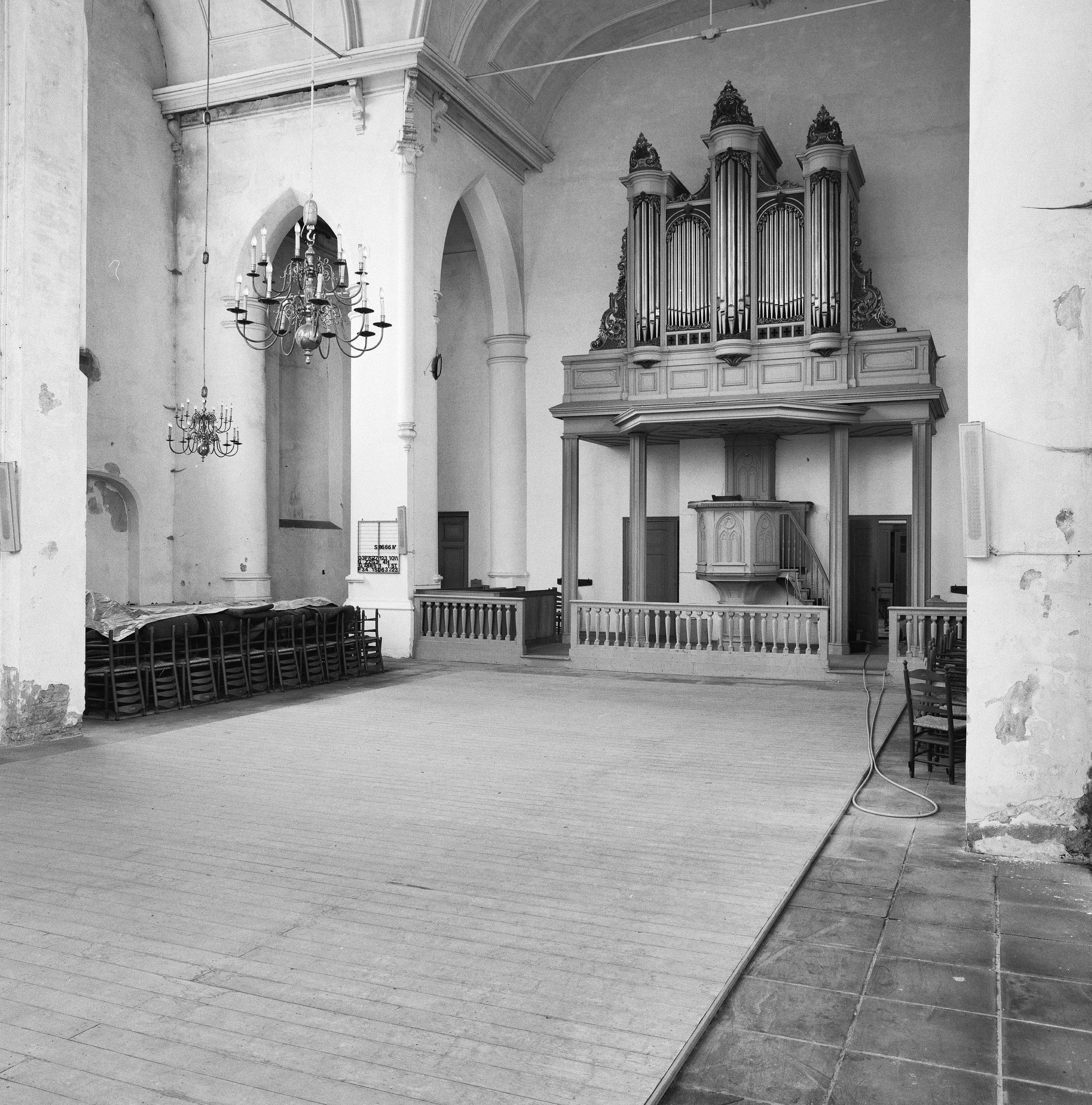
1881, Lambertuskerk (Raamsdonk)
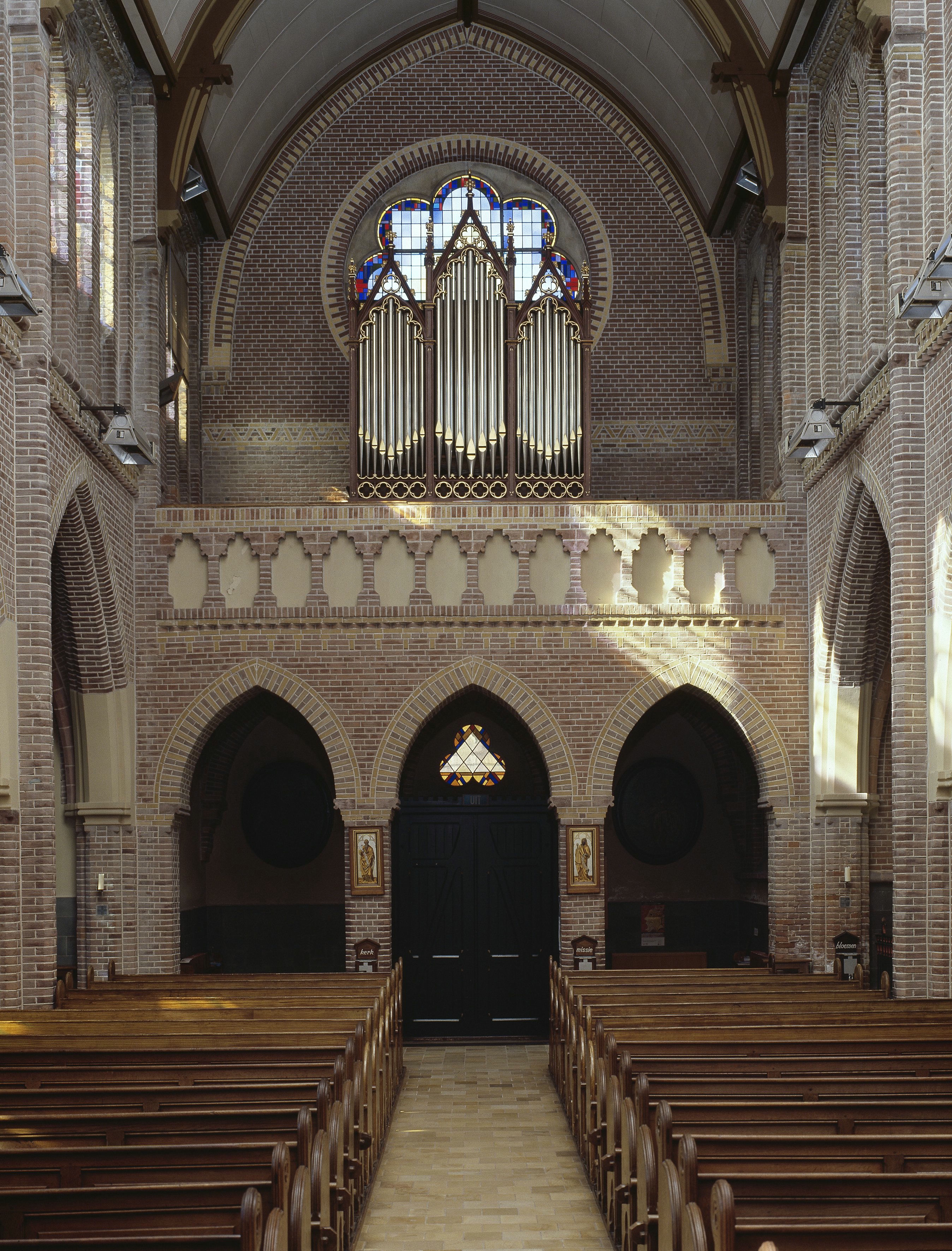
1883, Sint-Bonifatiuskerk (Dokkum)
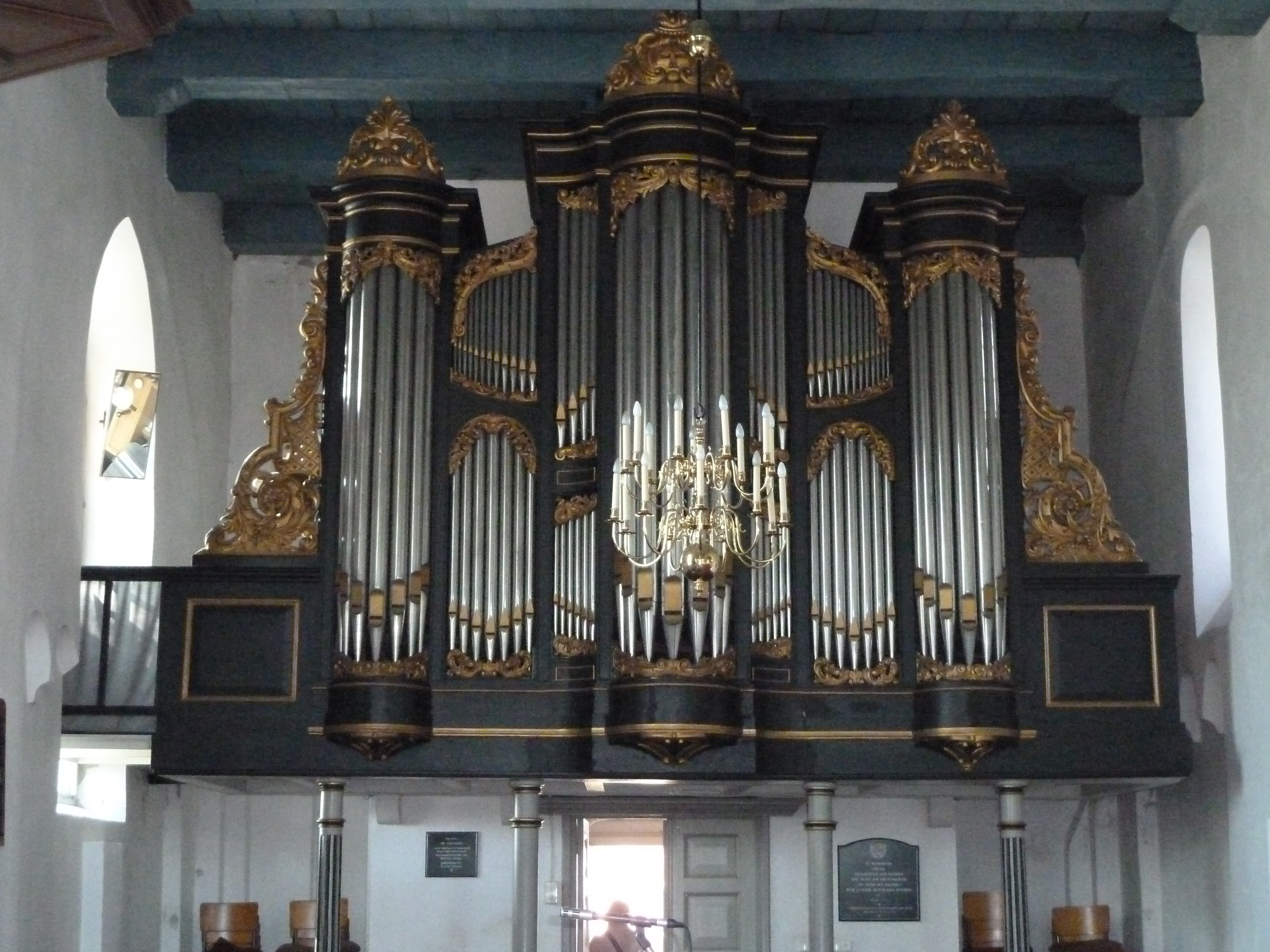
1884, Hervormde kerk van Spijk (Gr.)
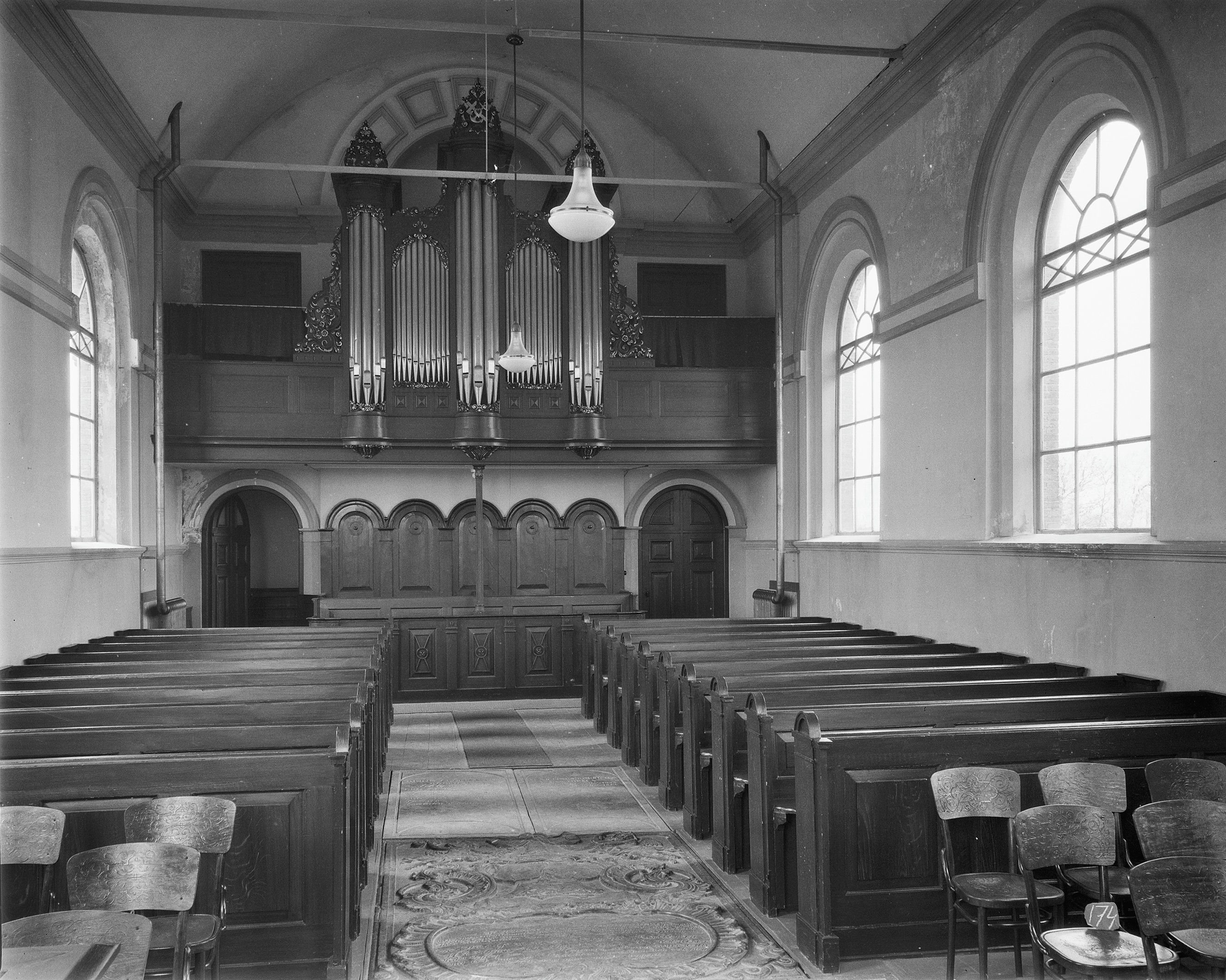
1887, Rotondekerk te Terband
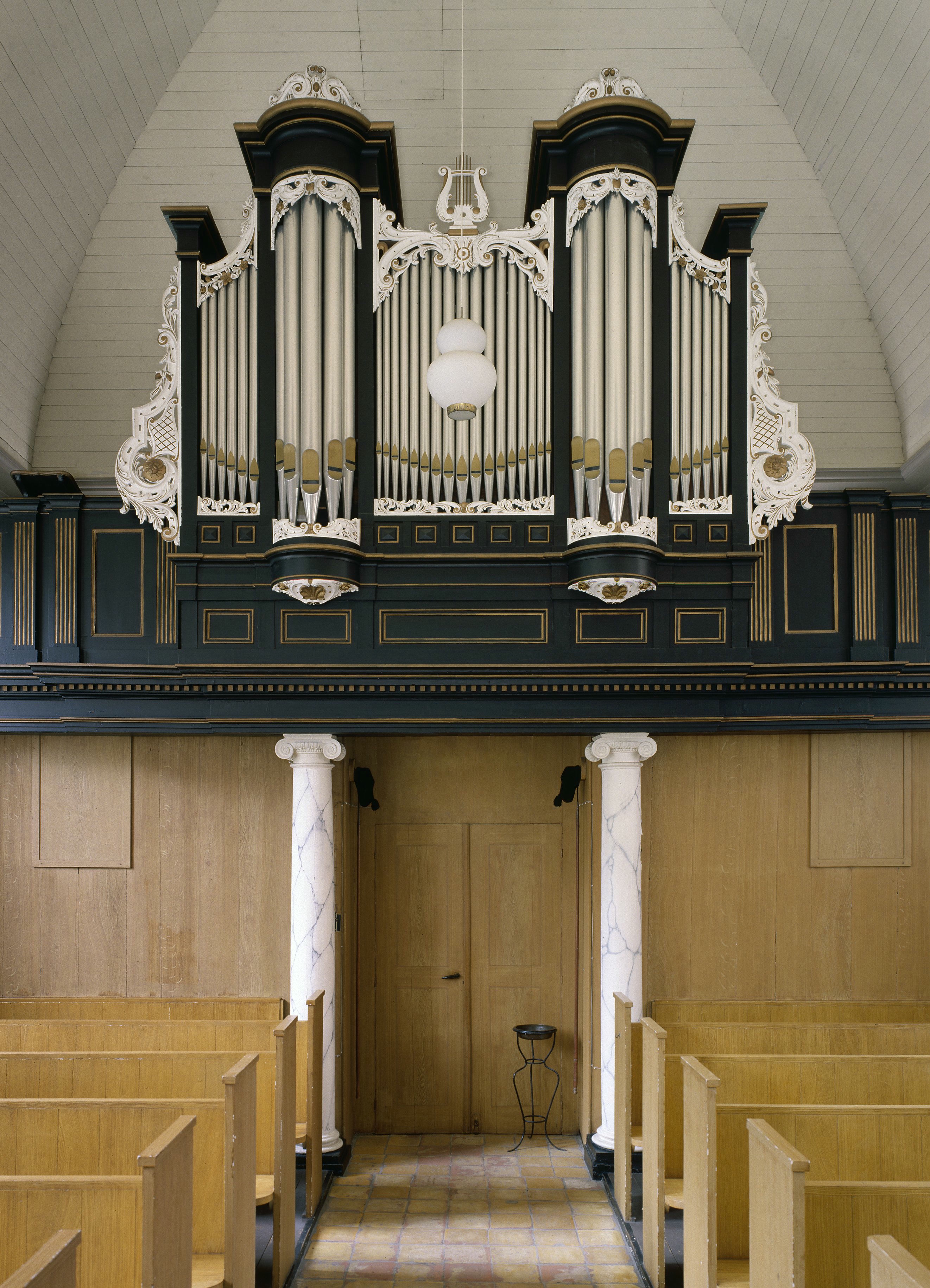
1888, kerk van Heveskes, sinds 1975 kerk van Uitwierde
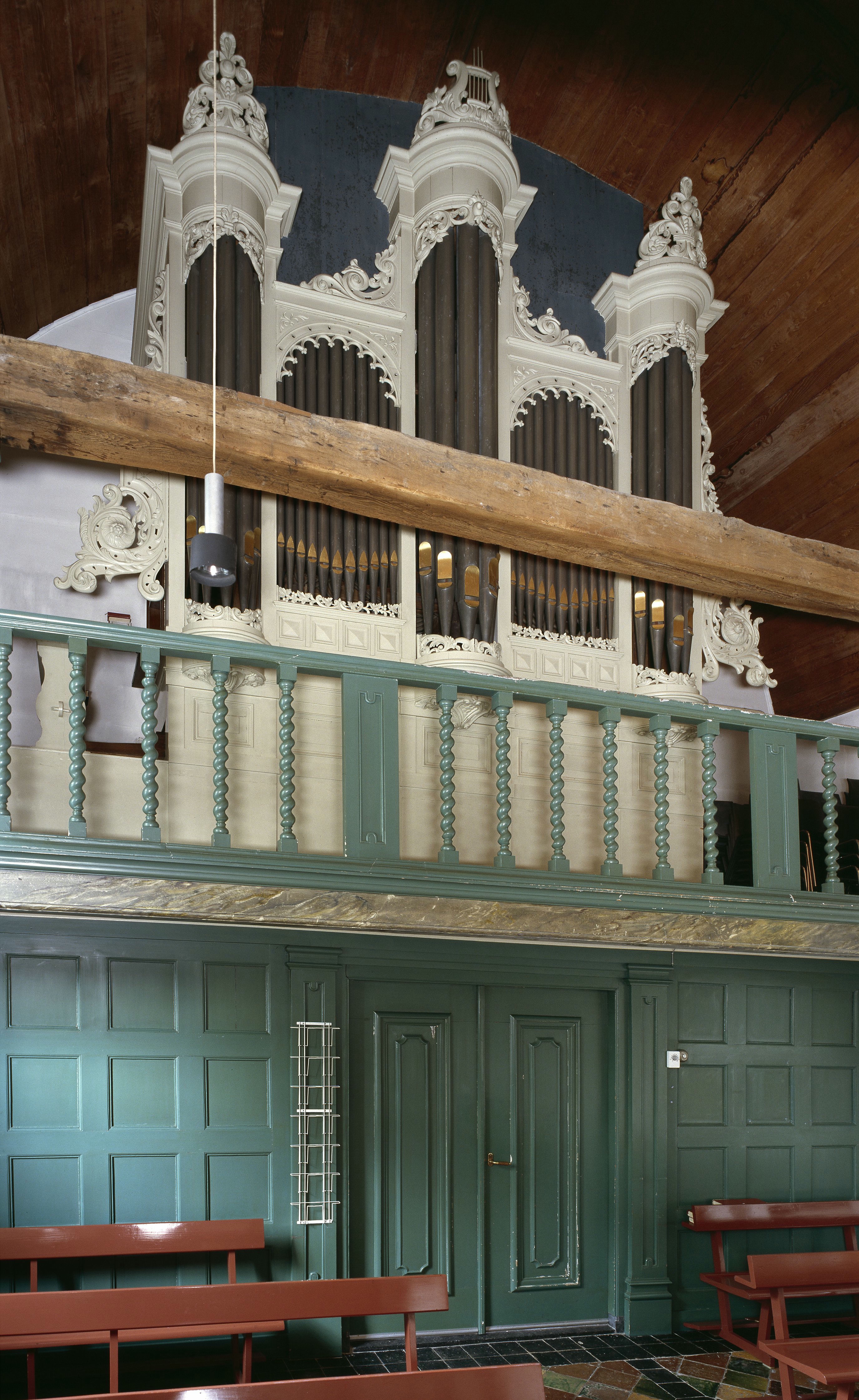
1895, Johannes de Doperkerk (Exmorra)